# Nymphon orcadense
Nymphon orcadense is een zeespin uit de familie Nymphonidae. De soort behoort tot het geslacht Nymphon. Nymphon orcadense werd in 1908 voor het eerst wetenschappelijk beschreven door Hodgson. 